# Nikolaus von Schippenbeil
Nikolaus von Schippenbeil, auch Nikolaus Bock von Schippenbeil († 1410), war ein Priester des Deutschen Ordens. Er wirkte als Generalprokurator des Ordens in Rom, wurde 1390 Bischof von Kulm und 1398 Bischof von Cammin.

## Leben
Aus seinem Namen ist zu schließen, dass er aus der Stadt Schippenbeil stammte, die damals im Gebiet des Deutschordensstaates lag. Näheres ist über seine Herkunft nicht überliefert. Der Familienname „Bock“ wurde ihm erst in späteren pommerschen Quellen zugeschrieben; sicher überliefert ist dieser Familienname für einen anderen späteren Bischof von Cammin, nämlich Siegfried II. Bock.
Wohl 1384 wurde er Generalprokurator des Deutschen Ordens am Papsthof in Rom. Er war wohl der Schüler seines Vorgängers Heinrich Brunner. 
Als 1390 mit dem Tod von Reinhard von Sayn das Amt des Bischofs von Kulm frei wurde, gelang es Nikolaus von Schippenbeil, sich von Papst Bonifatius IX. zum neuen Bischof ernennen zu lassen. Das Domkapitel des Bistums hatte zwar Martin von Lynow zum Nachfolger gewählt, doch konnte sich dieser gegen die Entscheidung des Papstes nicht durchsetzen. Nikolaus von Schippenbeil begab sich aus Rom in das Ordensland, wo er 1391 an der Wahl des neuen Hochmeisters teilnahm, gewählt wurde Konrad von Wallenrode. In seinem Bistum hatte Nikolaus von Schippenbeil Streitigkeiten, so dass er sich zumeist in Rom aufhielt.
Im Jahre 1398 ließ Papst Bonifatius IX. die Bischöfe von Kulm und Cammin ihre Ämter tauschen: Nikolaus von Schippenbeil wurde Bischof von Cammin, der bisherige Bischof von Cammin, Johann I. von Oppeln, wurde Bischof von Kulm. Nikolaus von Schippenbeil begab sich im Herbst 1398 in sein neues Bistum. Am 13. Oktober 1398 bestätigte er die Privilegien der Stadt Kolberg, der mächtigsten Stadt im Stiftsgebiet. Im Bistum Cammin stieß Nikolaus von Schippenbeil aber auf eine schwierige Situation: Der pommersche Herzog Bogislaw VIII. war zuvor Administrator des Bistums gewesen und hielt noch Güter und Schlösser im Stiftsgebiet als Pfand besetzt. Nikolaus von Schippenbeil gelang es auch durch die Verhängung von Kirchenstrafen nicht, Herzog Bogislaw VIII. zur Herausgabe dieser Güter und Schlösser zu bewegen. 
Wiederum hielt sich Nikolaus von Schippenbeil lange in Rom auf, statt in seinem Bistum. Unter Papst Gregor XII., der seit 1406 regierte, hatte er zeitweise das wichtige Amt des Kastellans der Engelsburg inne. Im Oktober 1407 war er für den Papst als Nuntius in Deutschland tätig. Während des Abendländischen Schismas hielt Nikolaus von Schippenbeil stets dem Papst in Rom die Treue, auch als es nach dem Konzil von Pisa (1409) zu einer dreifachen Kirchenspaltung kam und der Einfluss des in Rom regierenden Gregor XII. geringer wurde. So nahm er 1409 aktiv an dem von Papst Gregor XII. einberufenen Konzil von Cividale Teil.
Der auf dem Konzil von Pisa gewählte Gegenpapst Alexander V. erklärte im März 1410 die Absetzung von Nikolaus von Schippenbeil als Bischof von Cammin und setzte Magnus von Sachsen-Lauenburg als neuen Bischof ein. Nikolaus von Schippenbeil erkannte diese Maßnahme des Gegenpapstes nicht an und sah sich weiterhin als den rechtmäßigen Bischof von Cammin an. Seine letzte überlieferte Bischofsurkunde stellte er am 4. Juli 1410 in der zu seiner Diözese gehörenden neumärkischen Stadt Soldin aus.